# Свьонтки (гміна)
Гміна Свьонтки (пол. Gmina Świątki) — сільська гміна у північній Польщі. Належить до Ольштинського повіту Вармінсько-Мазурського воєводства.
Станом на 31 грудня 2011 у гміні проживало 4213 осіб.

## Територія
Згідно з даними за 2007 рік площа гміни становила 163.80 км², у тому числі:
- орні землі: 72.00%
- ліси: 10.00%

Таким чином, площа гміни становить 5.77% площі повіту.

## Населення
Станом на 31 грудня 2011:
| Опис     | Загалом | Загалом | Чоловіки | Чоловіки | Жінки | Жінки |
| -------- | ------- | ------- | -------- | -------- | ----- | ----- |
| одиниця  | осіб    | %       | осіб     | %        | осіб  | %     |
| все      | 4213    | 100     | 2167     | 51.44    | 2046  | 48.56 |
| міське   | 0       | 100     | 0        |          | 0     |       |
| сільське | 4213    | 100     | 2167     | 51.44    | 2046  | 48.56 |

## Сусідні гміни
Гміна Сьвйонткі межує з такими гмінами: Дивіти, Добре Място, Йонково, Лукта, Любоміно, Мілаково, Моронґ.